# 2015-ös GP2 bahreini nagydíj
A 2015-ös GP2 bahreini nagydíjat április 17. és 19. között rendezték. A pole-pozícióból Stoffel Vandoorne indulhatott. A főversenyt Stoffel Vandoorne, míg a sprintversenyt Rio Haryanto nyerte meg.

## Időmérő
| Poz. | #  | Versenyző          | Csapat              | Idő      | Különbség |
| ---- | -- | ------------------ | ------------------- | -------- | --------- |
| 1    | 5  | Stoffel Vandoorne  | ART Grand Prix      | 1:39,237 |           |
| 2    | 6  | Macusita Nobuharu  | ART Grand Prix      | 1:39,545 | + 0,308   |
| 3    | 2  | Alex Lynn          | DAMS                | 1:39,599 | + 0,362   |
| 4    | 14 | Arthur Pic         | Campos Racing       | 1:39,630 | + 0,393   |
| 5    | 11 | Raffaele Marciello | Trident             | 1:39,645 | + 0,408   |
| 6    | 7  | Jordan King        | Racing Engineering  | 1:39,770 | + 0,533   |
| 7    | 21 | Norman Nato        | Arden International | 1:39,857 | + 0,620   |
| 8    | 8  | Alexander Rossi    | Racing Engineering  | 1:39,872 | + 0,635   |
| 9    | 1  | Pierre Gasly       | DAMS                | 1:39,877 | + 0,640   |
| 10   | 18 | Szergej Szirotkin  | Rapax               | 1:39,887 | + 0,650   |
| 11   | 10 | Artyom Markelov    | Russian Time        | 1:39,955 | + 0,718   |
| 12   | 15 | Rio Haryanto       | Campos Racing       | 1:39,961 | + 0,724   |
| 13   | 9  | Mitch Evans        | Russian Time        | 1:39,999 | + 0,762   |
| 14   | 19 | Robert Vișoiu      | Rapax               | 1:40,128 | + 0,891   |
| 15   | 23 | Richie Stanaway    | Status Grand Prix   | 1:40,251 | + 1,014   |
| 16   | 3  | Julián Leal        | Carlin              | 1:40,353 | + 1,116   |
| 17   | 16 | Sergio Canamasas   | MP Motorsport       | 1:40,434 | + 1,197   |
| 18   | 4  | Marco Sørensen     | Carlin              | 1:40,444 | + 1,207   |
| 19   | 20 | André Negrão       | Arden International | 1:40,634 | + 1,397   |
| 20   | 17 | Daniël de Jong     | MP Motorsport       | 1:40,653 | + 1,416   |
| 21   | 26 | Nathanaël Berthon  | Daiko Team Lazarus  | 1:40,654 | + 1,417   |
| 22   | 12 | René Binder        | Trident             | 1:40,773 | + 1,536   |
| 23   | 22 | Marlon Stöckinger  | Status Grand Prix   | 1:40,995 | + 1,758   |
| 24   | 27 | Zoël Amberg        | Daiko Team Lazarus  | 1:41,690 | + 2,453   |

## Futamok

### Főverseny
| Poz. | #  | Versenyző          | Csapat              | Idő/Különbség | Pont    |
| ---- | -- | ------------------ | ------------------- | ------------- | ------- |
| 1    | 5  | Stoffel Vandoorne  | ART Grand Prix      | 1:01:23,306   | 25 (+5) |
| 2    | 15 | Rio Haryanto       | Campos Racing       | + 5,056       | 18      |
| 3    | 8  | Alexander Rossi    | Racing Engineering  | + 5,497       | 15      |
| 4    | 7  | Jordan King        | Racing Engineering  | + 12,322      | 12      |
| 5    | 19 | Robert Vișoiu      | Rapax               | + 20,048      | 10      |
| 6    | 9  | Mitch Evans        | Russian Time        | + 25,543      | 8       |
| 7    | 26 | Nathanaël Berthon  | Daiko Team Lazarus  | + 27,729      | 6       |
| 8    | 3  | Julián Leal        | Carlin              | + 28,463      | 4       |
| 9    | 20 | André Negrão       | Arden International | + 29,502      | 2       |
| 10   | 6  | Macusita Nobuharu  | ART Grand Prix      | + 29,664      | 1       |
| 11   | 22 | Marlon Stöckinger  | Status Grand Prix   | + 36,875      |         |
| 12   | 18 | Szergej Szirotkin  | Rapax               | + 38,516      |         |
| 13   | 10 | Artyom Markelov    | Russian Time        | + 41,021      |         |
| 14   | 16 | Sergio Canamasas   | MP Motorsport       | + 41,391      |         |
| 15   | 23 | Richie Stanaway    | Status Grand Prix   | + 43,375      |         |
| 16   | 27 | Zoël Amberg        | Daiko Team Lazarus  | + 44,062      |         |
| 17   | 12 | René Binder        | Trident             | + 44,682      |         |
| 18   | 17 | Daniël de Jong     | MP Motorsport       | + 48,421      |         |
| 19   | 2  | Alex Lynn          | DAMS                | + 1:05,572    |         |
| ki   | 11 | Raffaele Marciello | Trident             | Kiesett       |         |
| ki   | 1  | Pierre Gasly       | DAMS                | Kiesett       |         |
| ki   | 21 | Norman Nato        | Arden International | Kiesett       |         |
| ki   | 4  | Marco Sørensen     | Carlin              | Kiesett       |         |
| ki   | 14 | Arthur Pic         | Campos Racing       | Kiesett       |         |

### Sprintverseny
| Poz. | #  | Versenyző          | Csapat              | Idő/Különbség | Pont   |
| ---- | -- | ------------------ | ------------------- | ------------- | ------ |
| 1    | 15 | Rio Haryanto       | Campos Racing       | 41:35,490     | 15     |
| 2    | 5  | Stoffel Vandoorne  | ART Grand Prix      | + 3,004       | 12     |
| 3    | 26 | Nathanaël Berthon  | Daiko Team Lazarus  | + 5,639       | 10     |
| 4    | 8  | Alexander Rossi    | Racing Engineering  | + 6,258       | 8      |
| 5    | 3  | Julián Leal        | Carlin              | + 13,945      | 6      |
| 6    | 6  | Macusita Nobuharu  | ART Grand Prix      | + 15,923      | 4 (+2) |
| 7    | 19 | Robert Vișoiu      | Rapax               | + 19,794      | 2      |
| 8    | 20 | André Negrão       | Arden International | + 20,159      | 1      |
| 9    | 7  | Jordan King        | Racing Engineering  | + 21,101      |        |
| 10   | 14 | Arthur Pic         | Campos Racing       | + 25,690      |        |
| 11   | 23 | Richie Stanaway    | Status Grand Prix   | + 32,040      |        |
| 12   | 10 | Artyom Markelov    | Russian Time        | + 33,200      |        |
| 13   | 17 | Daniël de Jong     | MP Motorsport       | + 34,335      |        |
| 14   | 18 | Szergej Szirotkin  | Rapax               | + 34,361      |        |
| 15   | 2  | Alex Lynn          | DAMS                | + 35,050      |        |
| 16   | 21 | Norman Nato        | Arden International | + 39,501      |        |
| 17   | 9  | Mitch Evans        | Russian Time        | + 39,536      |        |
| 18   | 27 | Zoël Amberg        | Daiko Team Lazarus  | + 41,084      |        |
| 19   | 22 | Marlon Stöckinger  | Status Grand Prix   | + 43,390      |        |
| 20   | 11 | Raffaele Marciello | Trident             | + 47,545      |        |
| 21   | 4  | Marco Sørensen     | Carlin              | + 49,715      |        |
| 22   | 1  | Pierre Gasly       | DAMS                | + 56,504      |        |
| ki   | 16 | Sergio Canamasas   | MP Motorsport       | Kiesett       |        |
| ki   | 12 | René Binder        | Trident             | Kiesett       |        |